# Hydrolagus homonycteris
Hydrolagus homonycteris is een vis uit de familie kortneusdraakvissen. De vis komt voor  in de open wateren rond de Australië en Nieuw-Zeeland. De soort komt voor op diepten van 866 tot 1447 m. De vis kan een lengte bereiken van 109 cm. 